# Estadio Alashkert
El Estadio Alashkert hasta 2013 llamado Estadio Nairi (en armenio: Նաիրի Մարզադաշտ) es un estadio de fútbol de Ereván, Armenia. El estadio se encuentra en el distrito de Chengavit, junto al Lago Ereván. 
El estadio tiene una capacidad de 6800 espectadores, siendo actualmente el estadio de los partidos locales del Alashkert FC, recién ascendido a la Liga Premier de Armenia. Se convirtió en propiedad del club desde febrero de 2013.
De acuerdo con el entrenador del Alashkert FC, Bagrat Navoyan, el estadio se renovará entre los años 2013 y 2014, estando totalmente remodelado para 2015.